# Bodzanów (gmina)
Pour les articles homonymes, voir Bodzanów.

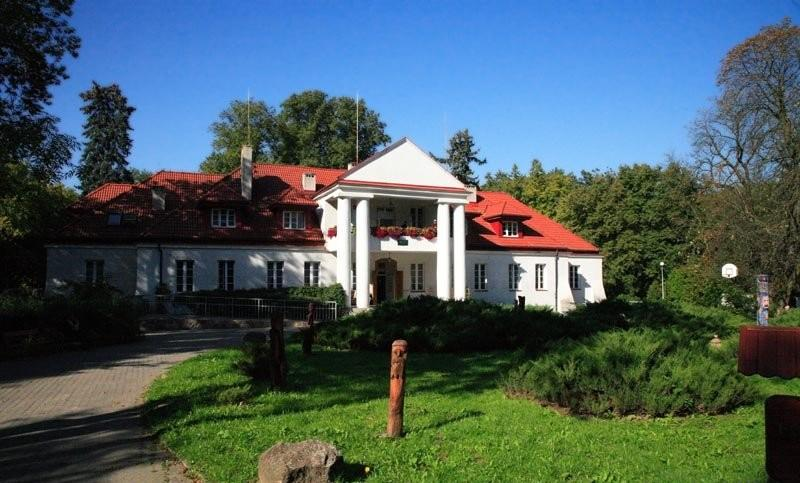
Miszewo Murowane - ensemble manoir, : manoir et parc

Bodzanów est une gmina rurale (gmina wiejska) de la powiat de Płock, dans la Voïvodie de Mazovie, dans le centre-est de la Pologne.
Son siège administratif (chef-lieu) est le village de Bodzanów qui se situe environ 23 kilomètres à l'est de Płock (capitale de la powiat) et 74 kilomètres au nord-ouest de Varsovie (capitale de la Pologne).
La gmina couvre une superficie de 136,81 km2 pour une population de 8 372 habitants en 2006.

## Histoire
De 1975 à 1998, la gmina est attachée administrativement à la voïvodie de Płock.

Depuis 1999, elle fait partie de la voïvodie de Mazovie.

## Géographie
La gmina inclut les villages et localités de :

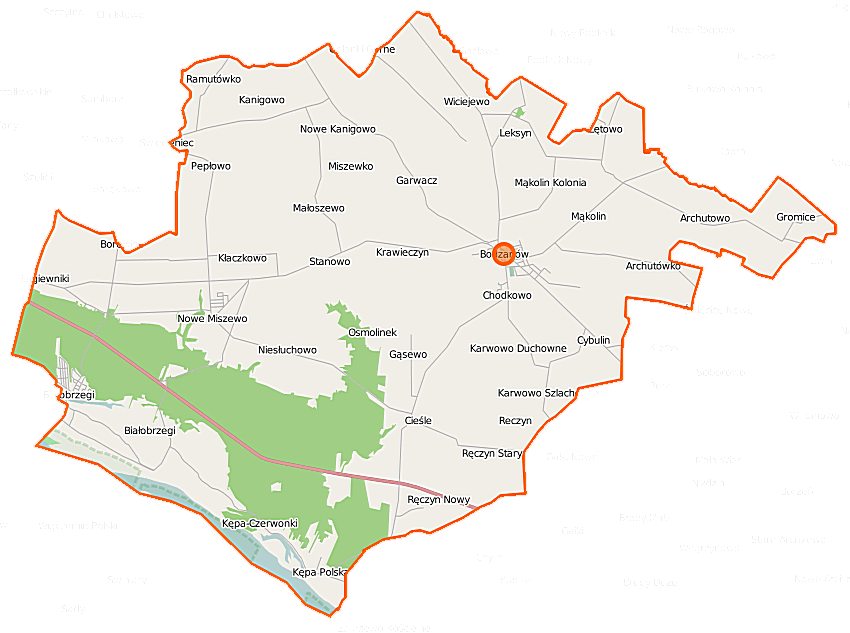
Plan de la gmina

- Archutówko
- Archutowo
- Białobrzegi
- Bodzanów
- Borowice
- Chodkowo
- Chodkowo-Działki
- Cieśle
- Cybulin
- Felicjanów
- Garwacz
- Gąsewo
- Gromice
- Kanigowo
- Karwowo Duchowne
- Kępa Polska
- Kłaczkowo
- Krawieczyn
- Łagiewniki
- Leksyn
- Łętowo
- Mąkolin
- Małoszewo
- Małoszywka
- Miszewko Garwackie
- Miszewo Murowane
- Niesłuchowo
- Nowe Kanigowo
- Nowe Miszewo
- Nowy Reczyn
- Osmolinek
- Parkoczewo
- Pepłowo
- Ramutówko
- Reczyn
- Stanowo
- Wiciejewo

### Gminy voisines
La gmina de Bodzanów est voisine des gminy suivantes :
- Bulkowo
- Mała Wieś
- Radzanowo
- Słubice
- Słupno

## Structure du terrain
D'après les données de 2002, la superficie de la commune de Bodzanów est de 136,81 km2, répartis comme tel :
- terres agricoles : 74%
- forêts : 17%

La commune représente 7,61% de la superficie du powiat.

## Démographie
Données du 30 juin 2004 :
| Description        | Total  | Total | Femmes | Femmes | Hommes | Hommes |
| ------------------ | ------ | ----- | ------ | ------ | ------ | ------ |
| Unité              | Nombre | %     | Nombre | %      | Nombre | %      |
| Population         | 8 394  | 100   | 4 224  | 50,3   | 4 170  | 49,7   |
| Densité (hab./km²) | 61,4   | 61,4  | 30,9   | 30,9   | 30,5   | 30,5   |